# Cantó de Saint-Maur-La Varenne
El cantó de Saint-Maur-La Varenne és un antic cantó francès del departament de Val-de-Marne, que estava situat al districte de Créteil. Comptava amb part del municipi de Saint-Maur-des-Fossés.
Va desaparèixer al 2015 i el seu territori es va dividir entre el cantó de Saint-Maur-des-Fossés-1 i el cantó de Saint-Maur-des-Fossés-2.

## Municipis
- Saint-Maur-des-Fossés (part)

## Història
| Data d'elecció                           | Identitat       | Partit                     | Qualitat |
| ---------------------------------------- | --------------- | -------------------------- | -------- |
| 1985-1992                                | Lucien Lanier   | app. RPR                   |          |
| 1992-2009                                | Denis Constant  | UDF, després divers droite |          |
| 2008-2013                                | Sylvain Berrios | UMP                        |          |
| 2013-                                    | Muriel Devaux   | UMP                        |          |
| les dades anteriors no són pas conegudes |                 |                            |          |
|                                          |                 |                            |          |

## Demografia
| A partir de 1990: Població sense dobles comptes |